# Malorad, Vrața
Malorad (în bulgară Малорад) este un sat în comuna Borovan, regiunea Vrața,  Bulgaria. 

## Demografie
Componența etnică a satului Malorad
     Bulgari (95,64%)
     Romi (3,13%)
     Nicio identificare (1,22%)
     Altele (0,37%)
La recensământul din 2011, populația satului Malorad era de 1.883 locuitori. Din punct de vedere etnic, majoritatea locuitorilor (95,64%) erau bulgari, cu o minoritate de romi (3,13%). Pentru 1,22% din locuitori nu este cunoscută apartenența etnică.